# Corte de Justicia del Caribe
La Corte de Justicia del Caribe o Tribunal de Justicia del Caribe (CCJ; en neerlandés: Caribisch Hof van Justitie; en francés: Cour Caribéenne de Justice; en inglés: Caribbean Court of Justice) es la última instancia del cuerpo judicial establecido por los Estados miembros de la Comunidad del Caribe (CARICOM). La sede se encuentra en Puerto España, Trinidad y Tobago.
El 14 de febrero de 2001 se firma el acuerdo que establece la Corte de Justicia del Caribe por los estados de la CARICOM: Antigua y Barbuda, Barbados, Belice, Granada, Guyana, Jamaica, San Cristóbal y Nieves, Santa Lucía, Surinam y Trinidad y Tobago. El 15 de febrero de 2003 se unen otros dos estados que firmaron el acuerdo, Dominica y San Vicente y las Granadinas, elevándose el número total de signatarios a 12.
La Corte de Justicia del Caribe tiene dos jurisdicciones: una jurisdicción original y una jurisdicción de apelación:
- En su jurisdicción original, la CCJ interpreta y aplica el Tratado de Chaguaramas (que estableció la Comunidad del Caribe), y es un tribunal internacional con jurisdicción obligatoria y exclusiva respecto a la interpretación del tratado.
- En su jurisdicción de apelación, la CCJ escucha las apelaciones como tribunal de último instancia en asuntos civiles y penales de los Estados miembros que han dejado de permitir apelaciones ante el Comité Judicial del Consejo Privado (JCPC). A partir de marzo de 2015, Barbados, Belice, Dominica [2] [3] y Guyana han reemplazado la jurisdicción de apelación del JCPC por la de la CCJ.

## Historia
A raíz del colapso de la Federación de las Indias Occidentales (y con ella la Corte Suprema Federal), que duró solo cuatro años, de 1958 a 1962, los estados anglófonos del Caribe continental e insular formaron la CARIFTA (Asociación de libre Comercio del Caribe), con miras a mantener un vínculo económico entre las diversas colonias antiguas y continuas del Reino Unido después del colapso del vínculo político. El 1 de agosto de 1973, nació el sucesor del CARIFTA, la Comunidad del Caribe, más conocida por sus siglas, CARICOM.
El documento fundacional de la CARICOM, el Tratado de Chaguaramas, fue firmado por los llamados "Cuatro Estados Grandes": Barbados, Jamaica, Guyana y Trinidad y Tobago, todos los cuales obtuvieron su independencia política del Reino Unido durante la década de 1960. Esto fue la señal de inicio para un proceso de integración regional más maduro, aunque a veces lento, entre los estados del Commonwealth del Caribe.

### Revisión del Tratado de Chaguaramas y acuerdo que establece la CCJ
En 2001, la Conferencia de Jefes de Gobierno de la Comunidad del Caribe, en su 22ª reunión en Nassau, Bahamas, firmó el Tratado de Chaguaramas Revisado(RTC), renombrando a la Comunidad y Mercado Común del Caribe para incluir el CARICOM Single Market and Economy (CSME). El mercado único pasó a reemplazar al mercado común del grupo.